# Le Mesnil-Aubry
Le Mesnil-Aubry egy község Franciaországban. Lakosainak száma 901 fő (2022. január 1.).

## Földrajza
Le Mesnil-Aubry Mareil-en-France, Écouen, Attainville, Ézanville, Fontenay-en-Parisis, Le Plessis-Gassot és Villiers-le-Sec községekkel határos.